# Michael Gspurning
Michael Gspurning (Graz, 2 maggio 1981) è un allenatore di calcio ed ex calciatore austriaco, di ruolo portiere, preparatore dei portieri dell'Union Berlino.

## Statistiche

### Cronologia presenze e reti in nazionale
| Cronologia completa delle presenze e delle reti in nazionale ― Austria | Cronologia completa delle presenze e delle reti in nazionale ― Austria | Cronologia completa delle presenze e delle reti in nazionale ― Austria | Cronologia completa delle presenze e delle reti in nazionale ― Austria | Cronologia completa delle presenze e delle reti in nazionale ― Austria | Cronologia completa delle presenze e delle reti in nazionale ― Austria | Cronologia completa delle presenze e delle reti in nazionale ― Austria | Cronologia completa delle presenze e delle reti in nazionale ― Austria |
| Data                                                                   | Città                                                                  | In casa                                                                | Risultato                                                              | Ospiti                                                                 | Competizione                                                           | Reti                                                                   | Note                                                                   |
| ---------------------------------------------------------------------- | ---------------------------------------------------------------------- | ---------------------------------------------------------------------- | ---------------------------------------------------------------------- | ---------------------------------------------------------------------- | ---------------------------------------------------------------------- | ---------------------------------------------------------------------- | ---------------------------------------------------------------------- |
| 19-11-2008                                                             | Vienna                                                                 | Austria                                                                | 2 – 4                                                                  | Turchia                                                                | Amichevole                                                             | -4                                                                     |                                                                        |
| 1-4-2009                                                               | Klagenfurt                                                             | Austria                                                                | 2 – 1                                                                  | Romania                                                                | Qual. Euro 2012                                                        | -1                                                                     |                                                                        |
| 6-6-2009                                                               | Belgrado                                                               | Serbia                                                                 | 1 – 0                                                                  | Austria                                                                | Qual. Euro 2012                                                        | -1                                                                     | 6’                                                                     |
| Totale                                                                 |                                                                        | Presenze                                                               | 3                                                                      |                                                                        | Reti                                                                   | -6                                                                     |                                                                        |